# Grotniki (gromada)
Grotniki – dawna gromada, czyli najmniejsza jednostka podziału terytorialnego Polskiej Rzeczypospolitej Ludowej w latach 1954–1972.
Gromady, z gromadzkimi radami narodowymi (GRN) jako organami władzy najniższego stopnia na wsi, funkcjonowały od reformy reorganizującej administrację wiejską przeprowadzonej jesienią 1954 do momentu ich zniesienia z dniem 1 stycznia 1973, tym samym wypierając organizację gminną w latach 1954–1972.
Gromadę Grotniki siedzibą GRN w Grotnikach utworzono – jako jedną z 8759 gromad na obszarze Polski – w powiecie łęczyckim w woj. łódzkim, na mocy uchwały nr 32/54 WRN w Łodzi z dnia 4 października 1954. W skład jednostki wszedł obszar dotychczasowej gromady Grotniki ze zniesionej gminy Chociszew w powiecie łęczyckim oraz obszary dotychczasowych gromad Jedlicze, Kontrewers i Ustronie ze zniesionej gminy Brużyca Wielka w powiecie łódzkim. Dla gromady ustalono 16 członków gromadzkiej rady narodowej.
29 lutego 1956 do gromady Grotniki przyłączono osadę tartaczną Zimna Woda z gromady Emilia w powiecie łódzkim.
1 lipca 1956 gromadę włączono do powiatu łódzkiego w tymże województwie.
14 listopada 1957 z gromady Grotniki wyłączono część wsi Jedlicze A o powierzchni 51,08 ha (stanowiącą oddzielną kolonię, położoną przy wsi Jastrzębie Górne) włączając ją do gromady Brużyca Wielka w tymże powiecie.
1 stycznia 1969 dp gromady Grotniki włączono wsie Duraj, Małogórne, Orła, Pustkowa Góra, Reksuł i Tkaczewska Góra z gromady Parzęczew w  powiecie łęczyckim tymże województwie.
Gromada przetrwała do końca 1972 roku, czyli do kolejnej reformy gminnej.